# OScar
OScar var en dansk produceret sportsvogn. Den blev baseret på Volvo-komponenter og der blev produceret i alt 20 eksemplarer fra 1983-1986. OS står for Ole Sommer, der fremstillede bilen. Et eksemplar kan ses på Sommer's Automobile Museum i Nærum nord for København.